# Отдых (теплоход-катамаран, проект Р-80)
«Отдых» (проект Р-80) — четырёхпалубный теплоход-катамаран, предназначенный для местных пассажирских перевозок и однодневных туристических рейсов продолжительностью в один конец до 8 — 9 часов. Теплоход в серию не пошёл, был построен только один экземпляр, получивший название «Отдых-1». Этот теплоход был построен в 1973 году на заводе имени 40-й годовщины Октября ВОРПа. Сейчас он принадлежит компании «ВодоходЪ» и базируется в Нижнем Новгороде. «Отдых-1» используется для обслуживания однодневных круизов из Нижнего Новгорода в Макарьев и Городец. С 2014 года теплоход в навигацию не выходит и находится на холодном отстое в затоне посёлка Октябрьский (Нижегородская область). Осенью 2023 года отбуксирован в г. Чкаловск Нижегородской области для утилизации.
Кроме этого судна, название «Отдых» (без номера) носит более старый теплоход-катамаран проекта 939, построенный в 1963 также в единственном экземпляре.

## Устройство
В двух корпусах судна располагаются помещения для экипажа, кладовые, ёмкости для топлива и воды. Здесь же расположена энергетическая установка судна, состоящая из двух главных двигателей 6NVD48AU мощностью по 660 л. с. (485 кВт) и двух дизель-генераторов ДГР 100/750 мощностью 100 кВт каждый.
Судно оборудовано системой водяного и воздушного отопления, включающей два автоматизированных утилизационных котла КАУ-6 и один котёл КОАВ-200.
Благодаря дистанционному управлению, якорь может отдаваться автоматически по команде из рубки.
Для высадки пассажиров на берег там, где нет пристаней, судно оборудовано специальным трапом с гидравлическим приводом.
Теплоход отличается хорошей маневренностью и управляемостью.

## Основные характеристики
- Длина габаритная: 74,5 м
- Ширина габаритная: 16,1 м
- Ширина корпуса на мидельшпангоуте: 5,6 м
- Высота борта: 3,3 м
- Осадка с полными запасами и пассажирами в количестве 1000 чел.: 2 м
- Высота габаритная от О. Л.: 13,7 м
- Водоизмещение в грузу: 856 тонн
- Водоизмещение порожнем: 756 тонн
- Пассажировместимость: 1000 человек
- Мощность: 1320 л. с.
- Максимальная скорость: 25 км/ч
- Экипаж: 25 человек
- Класс Речного Регистра: «О»

Кроме этого судна, название «Отдых» (без номера) носит более старый теплоход-катамаран проекта 939, построенный в 1963 также в единственном экземпляре.